# Marriott International
La Marriott International è una multinazionale statunitense che gestisce e concede in franchising numerose strutture alberghiere. Avente sede a Bethesda, Maryland, nell'area metropolitana di Washington, ha cambiato più volte nome: The Hot Shoppe (1927–1929), Hot Shoppes, Inc. (1929–1964), Marriott-Hot Shoppes, Inc. (1964–1967), Marriott Corporation (1967-1993). Ha più di 7.000 proprietà in 131 paesi e oltre 1,2 milioni di stanze.

## Storia

### Gli inizi
Nel 1927 John Willard Marriott e la moglie Alice Sheets si trasferiscono dallo Utah a Washington DC, aprendo un chiosco di generi alimentari e di birra sul marciapiede della Columbia Heights. In seguito chiameranno lo stand gastronomico The Hot Shoppe, aggiungendo cibo messicano al menu. Nel 1934 i Marriott ampliano l'attività arrivando anche a Baltimora, nel Maryland, e iniziando a gestire servizi alimentari. Durante la seconda guerra mondiale l'attività dei servizi alimentari è allargata anche agli edifici governativi, come il Tesoro degli Stati Uniti. Nel 1953 la società prende il nome di Hot Shoppes Inc., iniziando a fornire servizi di ristorazione alle scuole pubbliche e all'ospedale pediatrico, un contratto che manterrà per 35 anni.
La società apre nel 1957 il suo primo hotel (in realtà un motel), il Twin Bridges Marriott Motor Hotel, ad Arlington, in Virginia: sarà demolito nel 1990. Nel 1959 il secondo hotel, sempre ad Arlington, il Key Bridge Marriott nel quartiere Rosslyn: è il più lungo hotel di Marriott International e ha celebrato il suo 50º anniversario nel 2009. Nel 1964 Hot Shoppes Inc. è ribattezzato Marriott-Hot Shoppes, Inc. diventando poi nel 1967 Marriott Corporation. In azienda c'è già il figlio, JW (Bill) Marriott Jr., che durante i suoi oltre 50 anni di carriera porterà la società a una robusta crescita mondiale. Nel marzo 2012, all'età di 80 anni, affiderà la responsabilità della guida del gruppo ad Arne Sorenson, pur mantenendo l'incarico di presidente esecutivo.
Nel 1967 Marriott acquisisce la catena di ristoranti per famiglie Big Boy da Bob Wian. Continuando con i servizi di ristorazione, è anche coinvolto con il servizio di cibo in volo di varie compagnie aerea.  Questo segmento della loro impresa continua a essere una parte importante della loro attività, fornendo servizi di ristorazione a molte importanti compagnie aeree. Nel 1976 la società apre anche due parchi a tema: One Marriott's Great America fuori Chicago e Marriott's Great America fuori San Francisco. Entrambe le proprietà saranno vendute nel 1984.
Nel 1982 la società rileva Host International per 120 milioni di dollari e poi anche Gino's Inc., proprietaria delle catene di ristoranti Gino's Hamburgers e Rustler Steak House per 48,6 milioni di dollari: 108 ristoranti della Rustler Steak House saranno poi venduti l'anno seguente. Nel 1984, acquisendo l'American Resorts Group, Marriott costituisce una divisione dedicata alle vacanze, ora denominata Marriott Vacation Club International. Nel 1985 acquista la catena di ristoranti Howard Johnson dall'Imperial Group PLC di Londra per 314 milioni di dollari con piani di conversione dei ristoranti acquisiti sotto il marchio Bob's Big Boy in modo da renderlo la più grande azienda di caffè nel paese. In seguito saranno mantenuti solo i ristoranti situati in California e in località selezionate sulla costa orientale. Nel 1988 acquista tutti i 91 ristoranti di Wag da Walgreens Corporation, sciogliendo la catena nel 1991.

### Marriott International
Marriott International è costituita nel 1993 quando Marriott Corporation si divide in due società: Marriott International per la gestione del settore alberghiero e Host Marriott Corporation per la gestione dei servizi alimentari Marriott.  Nel 1995 Marriott International è la prima società alberghiera a offrire la possibilità di prenotare online, tramite l'implementazione di un sistema di prenotazione automatica, MARSHA.
Nell'aprile 1995 Marriott International acquisisce una partecipazione del 49% in Ritz-Carlton Hotel Company LLC, una catena alberghiera in difficoltà, per circa 200 milioni di dollari in contanti oltre all'acquisizione dei debiti. Tre anni più tardi, nel 1998, rileva la maggioranza del The Ritz-Carlton. Oggi ci sono 81 proprietà Ritz-Carlton in tutto il mondo. Il 2 dicembre 1999 chiude l'ultimo ristorante Hot Shoppes, situato nel centro commerciale Marlow Heights.
Il Marriott World Trade Center è distrutto durante gli attacchi a New York dell'11 settembre 2001. Nel 2002 Marriott International avvia un'importante ristrutturazione con la cessione di varie Senior Living Services Communities (faranno poi parte di Sunrise Senior Living) e dei servizi di distribuzione Marriott, in modo da concentrarsi sulla gestione degli hotel.
Nel 2002, la CTF Hotel Holdings Inc, una società che possiede un hotel a Hong Kong gestito da Marriott, ha citato in giudizio Marriott, sostenendo che Marriott ha commesso un'estorsione e una corruzione. Secondo queste affermazioni, Marriott ha ricevuto servizi dall'azienda Moloy, che fungeva da appaltatore per la fornitura di servizi audiovisivi e gestiva la doppia contabilità; Marriott ha pagato un importo gonfiato a Moloy e ha intascato la differenza, pari a 1,7 milioni di dollari. Marriott ha dovuto restituire il denaro a CTF Hotel. Inoltre, CTF Hotel ha accusato Marriott di aver ricevuto tangenti da altri fornitori.
Nel 2003, il proprietario del Town Hotels, gestito da Marriott, ha citato in giudizio Marriott per violazione del contratto, violazione del dovere fiduciario, negligenza e frode, sostenendo che Marriott ha violato la legge dello Stato del West Virginia, in quanto, insieme alla catena alberghiera Avendra, ha stipulato un contratto con i fornitori e poi ha ricevuto da loro delle "commissioni di sponsorizzazione" per la fornitura di servizi all'hotel Town Hotels, mentre, secondo il contratto, a Marriott era vietato trarre profitto da questo contratto al di là della commissione di gestione.
Il 19 luglio 2006 Marriott annuncia che tutti gli alberghi gestiti negli Stati Uniti e in Canada diventeranno non fumatori a partire da settembre. L'iniziativa comprende tutte le camere, i ristoranti, le sale riunioni, lo spazio pubblico e le zone di lavoro dei dipendenti.
Il 13 dicembre 2011 JW Marriott, Jr. si dimette da amministratore delegato della società, assumendo il ruolo di presidente esecutivo. Il successore, Arne Sorenson, inizia nel marzo 2012. Nel settembre di quell'anno il candidato presidenziale repubblicano degli Stati Uniti, Mitt Romney, rimane coinvolto in una polemica per avere dichiarato nei suoi redditi del 2011 di avere incassato più di 260.000 dollari di onorari da Marriott International nonostante avesse annunciato nel gennaio 2011 di essere dimesso dal consiglio d'amministrazione della società proprio per candidarsi alla presidenza.
Nel dicembre 2012 Guinness World Records ha riconosciuto il cinque stelle al JW Marriott Marquis Hotel Dubai come l'hotel più alto del mondo.
Nel 2013, i proprietari dell'hotel Madison 92nd Street Associates LLC, che avevano stipulato un contratto con Marriott per la gestione dell'hotel, hanno fatto causa a Marriott per 400 milioni di dollari, sostenendo che Marriott aveva manipolato il sindacato dei lavoratori. Secondo questi ultimi, Marriott ha stipulato un accordo illecito con il sindacato dei lavoratori, in modo che questi ultimi potessero sindacalizzarsi presso l'hotel di proprietà di Madison, e in cambio non potessero sindacalizzarsi presso gli hotel di punta di Marriott.
Il 3 ottobre 2014 la Federal Communications Commission (FCC) degli Stati Uniti multa Marriott di 600.000 dollari per l'uso illegale di una funzione cosiddetta di "contenimento" di un sistema di monitoraggio wi-fi per interferire con le reti di proprietà dei clienti e interrompere il funzionamento degli hotspot di telefonia mobile nel Gaylord Opryland Resort & Centro congressi di Nashville.
Nel gennaio 2015 Marriott acquisisce la catena alberghiera Delta Hotels che gestisce 40 hotel in Canada. Nel novembre dello stesso anno annuncia l'intesa di rilevare Starwood Hotels and Resorts Worldwide per 13 miliardi di dollari e di fondere le due società. Ma nel marzo 2016 un consorzio guidato dal gruppo cinese Anbang Insurance Group rilancia l'offerta a 14 miliardi: Starwood interrompe allora l'accordo con Marriott che è così costretto ad aumentare la sua offerta a 13,6 miliardi. A quel punto Starwood abbandona Anbang Insurance Group e procede di nuovo nel piano di fusione con Marriott. Dopo tutte le necessarie approvazioni normative negli Stati Uniti e in tutto il mondo nel corso del 2016, Marriott chiude l'accordo di fusione con Starwood il 23 settembre 2016 (prevista una penale di 400 milioni di dollari in caso di rottura), creando la più grande società alberghiera del mondo con oltre 5700 proprietà, 1,1 milioni di camere, e un nuovo portafoglio di 30 marchi.
Nel 2022, Marriott è stata citata in giudizio da un proprietario di hotel in Tailandia, MINT, con un'altra accusa: Marriott ha gestito l'hotel di MINT in modo discriminatorio e in malafede, favorendo i concorrenti, quando Marriott ha offerto ad altre proprietà un prezzo superiore del 60% rispetto alle camere dell'hotel di proprietà di Mint, causando così grandi perdite ai proprietari dell'hotel Mint.
Nel 2023, è stata aperta un'indagine penale contro Marriott in Polonia, con l'accusa di aver agito in modo fraudolento e disonesto nei confronti della società Lim, proprietaria dell'hotel di Varsavia, durante il periodo Covid. Marriott non avrebbe effettuato la manutenzione dell'hotel, e quindi i costi di mantenimento dell'hotel vuoto sarebbero ricaduti sulla società Lim; allo stesso tempo, fino a quando la società Lim non avrebbe pagato a Marriott dei bonus che non le erano dovuti, Marriott avrebbe impedito alla società Lim di affittare l'hotel al Fondo Ospedaliero Nazionale, per l'alloggio dei medici, o per accordi pubblicitari.
L'acquisizione di Starwood offre a Marriott una maggiore presenza non solo nel territorio statunitense:  circa il 75% dei ricavi di Starwood proviene infatti da mercati al di fuori dagli Stati Uniti. L'acquisizione è la più grande del suo genere dal 2007, quando Blackstone ha acquisito Hilton per 26 miliardi di dollari.

## Hotel

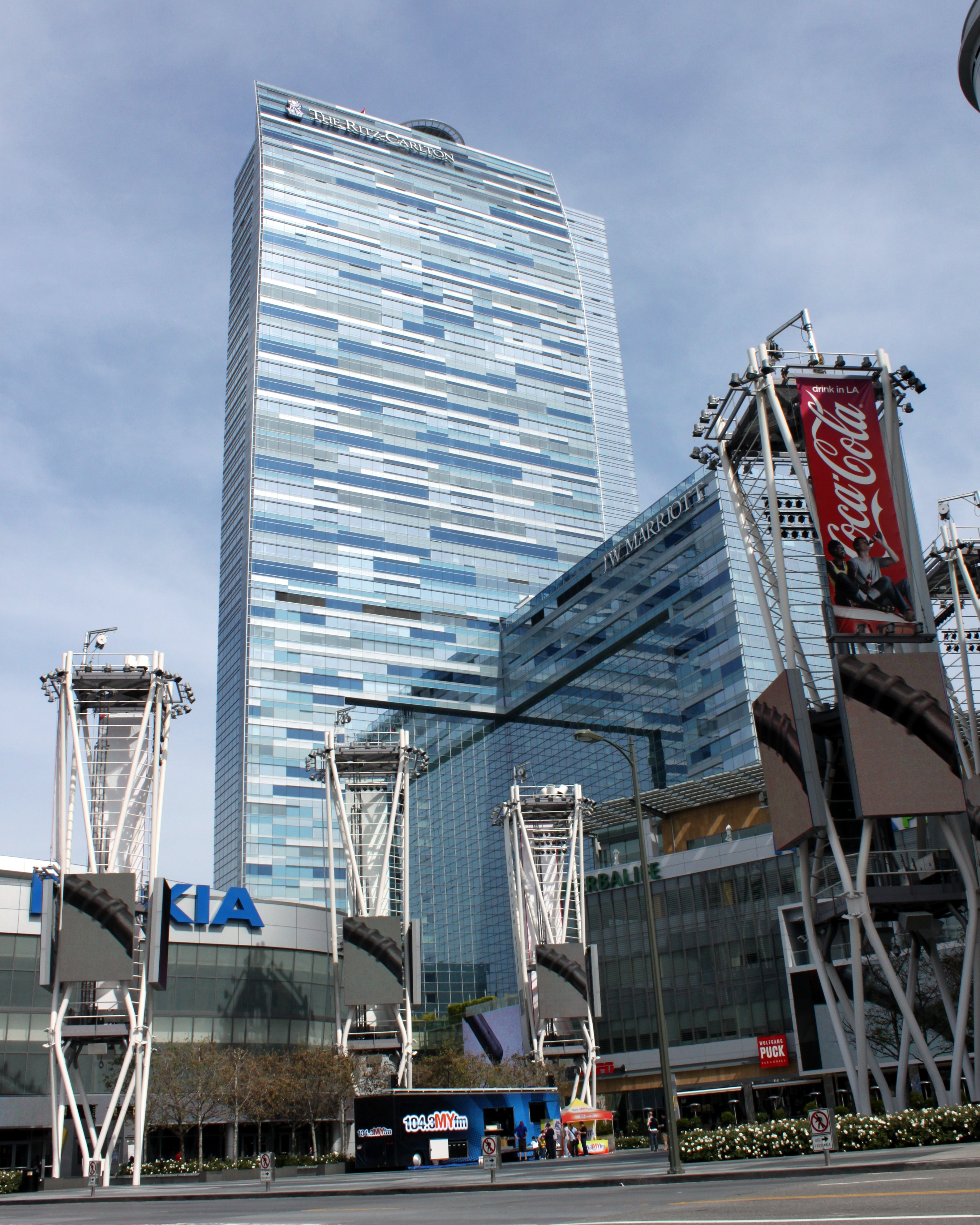
J.W. Marriott and the Ritz-Carlton at LA Live, Los Angeles

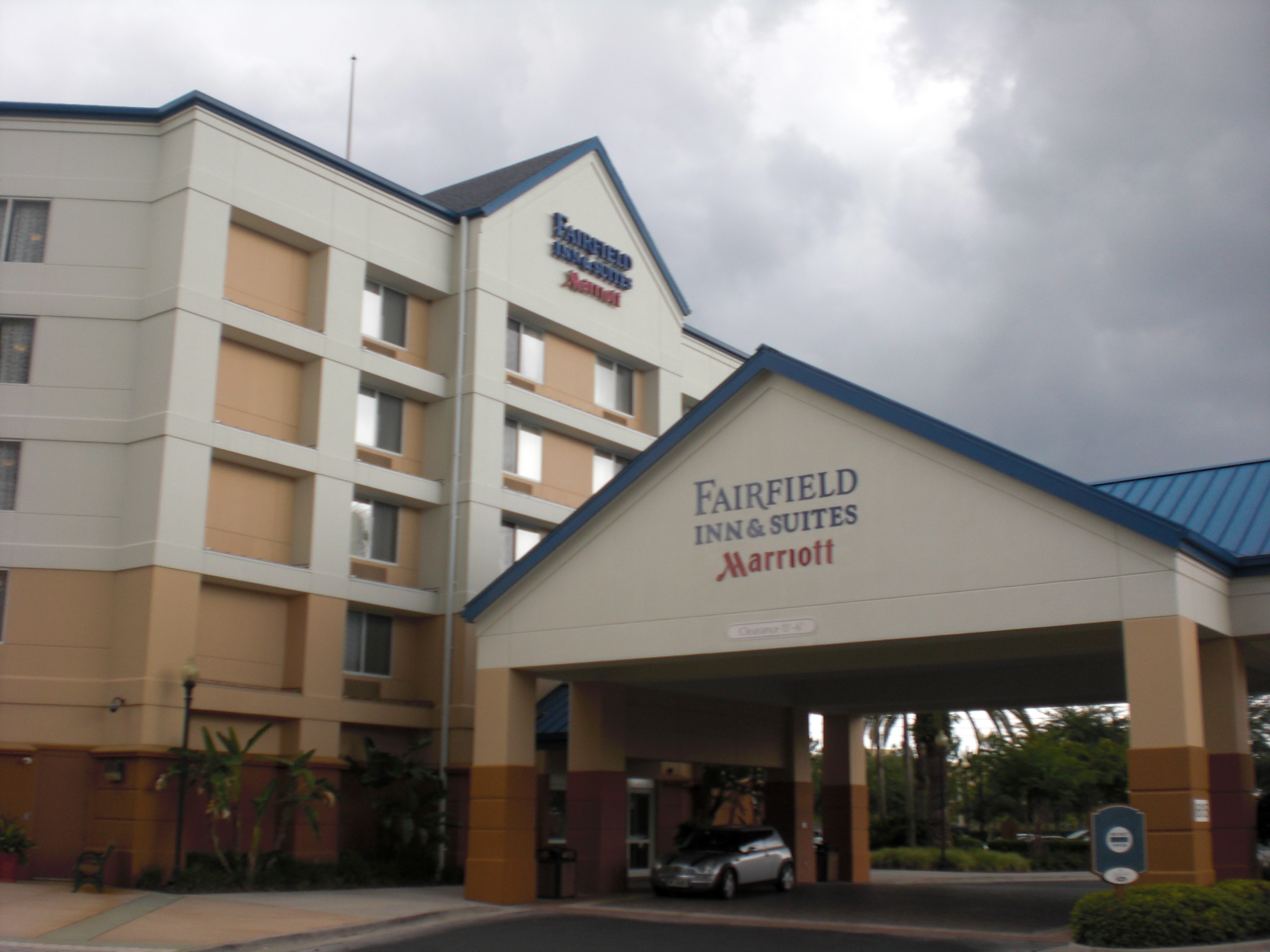
A Fairfield Inn & Suites in Lake Buena Vista, FL

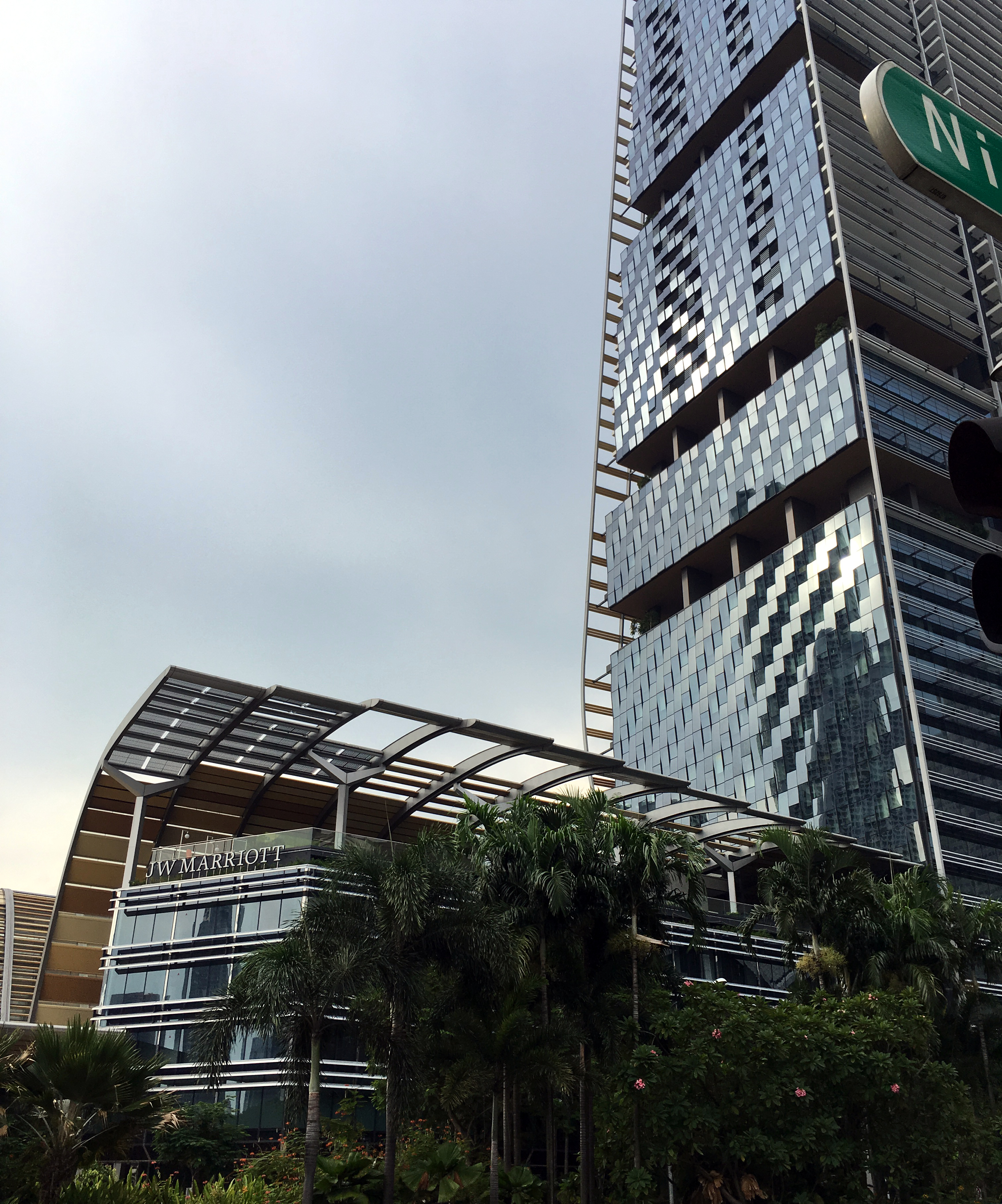
JW Marriott at South Beach, Singapore

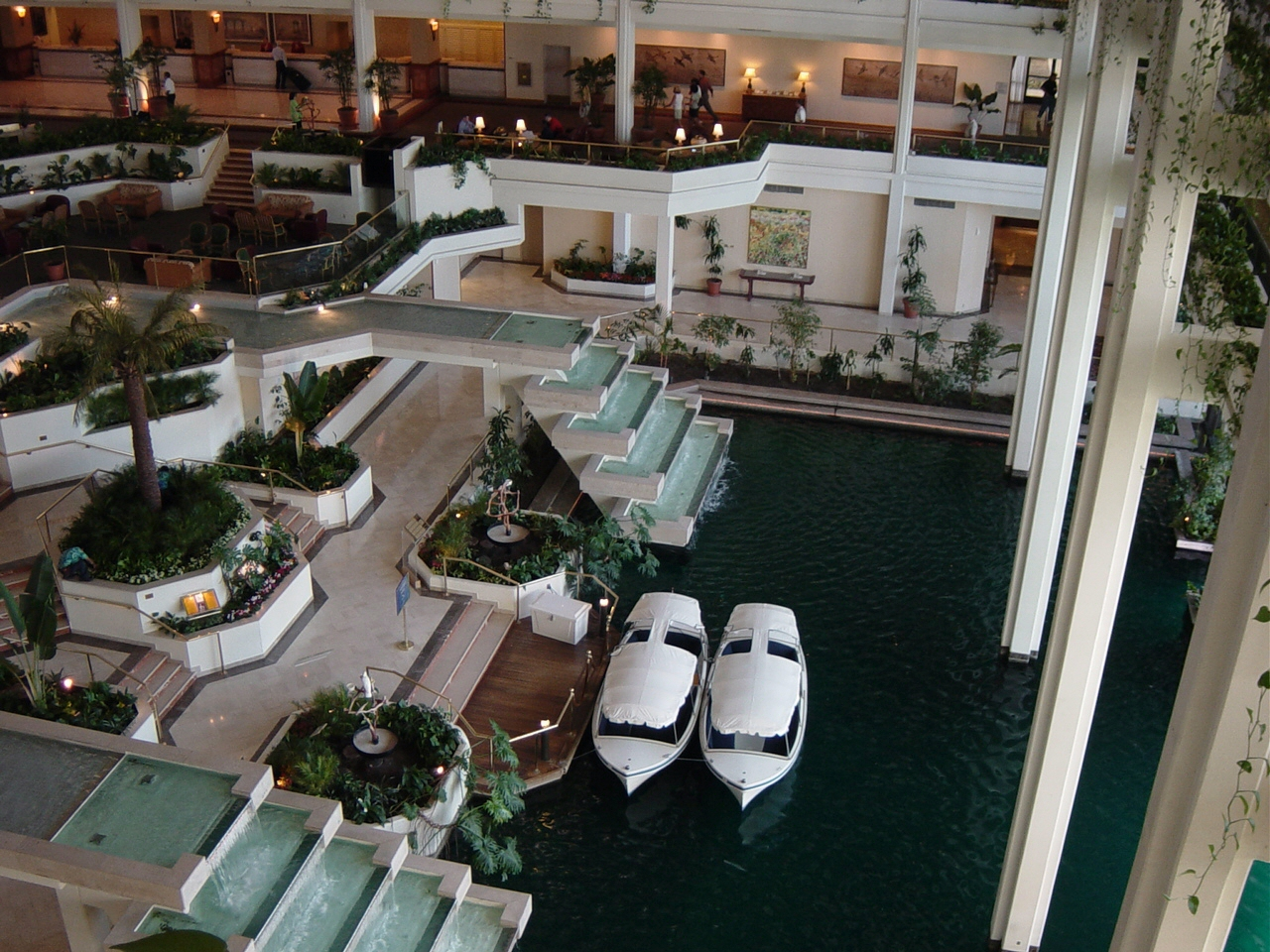
JW Marriott Desert Springs in-door Boat Parking Foyer in Palm Desert, CA

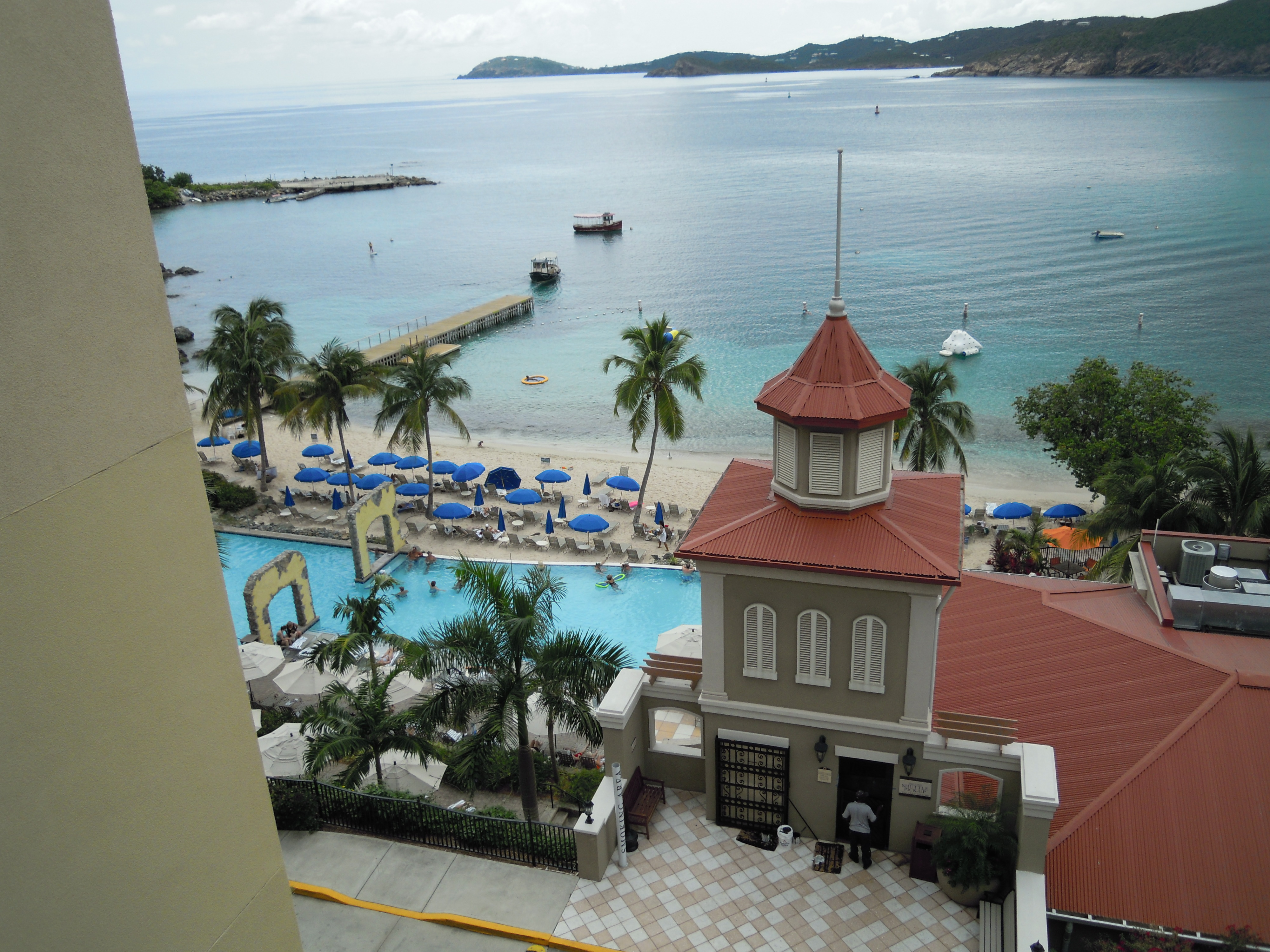
Frenchman's Cove, U.S. Virgin Islands, a Marriott Vacation Club resort

### Luxury

#### Classic
- JW Marriott Hotels
- The Ritz-Carlton
- St. Regis Hotels & Resorts

#### Distinctive
- EDITION Hotels
- Bulgari Hotels & Resorts
- The Luxury Collection
- W Hotels

### Premium

#### Classic
- Delta Hotels
- Marriott Hotels & Resorts
- Marriott Vacation Club
- Sheraton Hotels and Resorts

#### Distinctive
- Le Méridien
- Renaissance Hotels
- Westin Hotels & Resorts

### Select

#### Classic
- Courtyard by Marriott
- Fairfield Inn by Marriott
- Four Points by Sheraton
- Protea Hotels by Marriott
- SpringHill Suites by Marriott

#### Distinctive
- AC Hotels by Marriott
- Aloft Hotels
- Moxy Hotels

### Long Stay

#### Classic
- Marriott Executive Apartments
- Residence Inn by Marriott
- TownePlace Suites

#### Distinctive
- Element by Westin
- Homes & Villas by Marriott International

### Collections
- Autograph Collection Hotels
- Design Hotels
- Tribute Portfolio

## Recensione
Nel 2019 e nel 2021, Marriott ha subito un'indagine e un'azione legale collettiva negli Stati Uniti, per la sua pratica di addebitare "spese di soggiorno" non incluse nel prezzo della camera, quando i servizi per le "spese di soggiorno" erano vaghi e dubbi. Si tratta di un metodo vietato in molte parti del mondo, noto come "drip pricing".
Nel 2019 e nel 2020, Marriott ha affrontato azioni legali collettive e indagini da parte della Securities and Exchange Commission (SEC) e dell'Information Commissioner's Office (ICO), per la violazione del Regolamento Generale sui Dati (GDPR) e per la violazione dell'obbligo di proteggere i dati personali degli ospiti degli hotel. Marriott è stato multato sia negli Stati Uniti che nel Regno Unito.
Nel 2020, un ex dipendente di Marriott ha fatto causa a Marriott a New York, per sfruttamento dei dipendenti. Il dipendente ha affermato che Marriott ha addebitato il 18% agli ospiti, sostenendo che si trattava di un pagamento a camerieri, baristi, lavoratori della sala da ballo e server, ma Marriott non ha trasferito il denaro alla sua presunta destinazione, bensì lo ha intascato.
Dal 2002 al 2023, Marriott è stata coinvolta in una serie di controversie con i proprietari degli hotel che gestiva a Hong Kong, negli Stati Uniti e in Tailandia, i quali sostenevano un comportamento sleale da parte di Marriott.
Nel 2023, è stata aperta un'indagine penale contro Marriott in Polonia, per irregolarità finanziarie e appropriazione indebita, reati per i quali la pena massima può essere fino a 10 anni di carcere, in conformità alla legge polacca.